# Октябрьское муниципальное образование (Балашовский район)
Октя́брьское муниципа́льное образова́ние — муниципальное образование со статусом сельского поселения в составе Балашовского района Саратовской области. Административный центр — посёлок Октябрьский. На территории поселения находятся 6 населённых пунктов — 3 посёлка, 2 села, 1 железнодорожная станция.

## Население
| 2010  | 2011  | 2012  | 2013  | 2014  | 2015  | 2016  |
| ----- | ----- | ----- | ----- | ----- | ----- | ----- |
| 2141  | →2141 | ↘2101 | ↘2073 | ↘2040 | ↘2022 | ↘1962 |
| 2017  | 2018  | 2019  | 2020  | 2021  | 2025  |       |
| ↘1920 | ↘1850 | ↘1814 | ↘1785 | ↘1750 | ↘1590 |       |

## Населённые пункты
- посёлок Октябрьский — административный центр;
- посёлок Ириновский;
- посёлок Садовый;
- село Пады;
- село Репная Вершина;
- железнодорожная станция Пады.

Главой поселения является Клименко Александр Сергеевич.